# Diploma
A diploma felsőfokú végzettséget, szakmai képesítést, esetleg tudományos fokozatot igazoló okirat, oklevél. Gyakran díszes kivitelű.

## A szó eredete
A diploma az ókori görögöknél és rómaiaknál két bronztáblából álló hivatalos iratot jelentett. Ilyet kaptak például a leszerelt katonák; a diploma igazolta a szolgálati helyeket és az illető (és gyermekei) római polgári státusát. A két táblát zsinórral kötötték össze és pecséttel látták el. Ha a pecsét megsérült, a diploma érvényét vesztette.
A történelemtudományban a diploma nagy jelentőségű okiratok fejedelmi/uralkodói oklevelet is jelenthet. A magyar történelemben ilyen az októberi diploma.

## A felsőoktatásban szerezhető diploma
Magyarországon az állam határozza meg és ismeri el a kiadható fokozatokat törvénnyel és rendeletekkel képviselőin (a kormányon és a felsőoktatásért felelős minisztériumon) keresztül, így az alapfokozatot (bachelor degree) is. A fokozatot (tanúsító oklevelet = diplomát) államilag elismert felsőoktatási intézmények adhatják ki, amelyek akkreditációs eljárást és állami elismerést követően működési engedély birtokában szerzik meg erre a jogosultságot. A fokozathoz vezető képzési programok keretét a felsőoktatásért felelős miniszter által közzétett hivatalos miniszteri közleményben foglalt képzési és kimeneti követelmények (standardok) adják.

### Alapképzés, BSc/ BA alapdiploma
A BSc (Bachelor of Science) egy, a világ számos országában ismert, az angolszász országokban hagyományosnak számító, egyetemi szintű diploma, illetve a hozzá tartozó oktatási forma elnevezése. Az oktatási formát alapképzésnek, a megszerezhető diplomát BSc-diplomának vagy alapdiplomának is nevezik. A BSc-diploma további előnyének tartják az egységes munkaerőpiacra való könnyebb belépést is. A BSc diploma agrár, informatikai, műszaki, katonai, orvosi, sporttudományi, természettudományi képzési területeken szerezhető.
A BA (Bachelor of Arts) diploma  bölcsészettudományi, gazdaságtudományi, jogi és igazgatási, művészeti, pedagógusi, társadalomtudományi képzési területeken szerezhető.

### Mesterképzés, MSc/MA diploma
Magyarországon és számos más európai országban ez a diploma- és oktatástípus a bolognai folyamat keretében került bevezetésre a korábbi ún. osztatlan képzés alapképzésre és mesterképzésre való osztásával. A kialakult rendszer céljául tűzték ki, hogy Európán belül közös elveken alapuló felsőoktatási rendszert hozzanak létre. Így a tanulók azonos vagy hasonló szakterületen belül könnyen, különbözeti vizsgák nélkül, az alapdiploma birtokában folytathatják más, bolognai rendszerben működő bel- vagy külföldi egyetemeken magasabb szinten tanulmányaikat. Az alapdiplomához hasonlóan, ezen szintű diplomák esetében is érvényesül a rövidítésük: MSc (Master of Science), illetve MA (Master of Arts). Ezek megszerzésének, illetve már magának a mesterképzés elkezdésének alapfeltétele az alapdiploma megléte.

### Osztatlan képzés
Az osztatlan mesterképzések 10-12 félévből állnak és olyan képzési területek tartoznak ide, mint a jogi, államtudományi, orvostudományi, művészeti, illetve agrárképzések. Az építészmérnöki képzés osztott és osztatlan képzési formában is indul. Egyes tanári képzések esetében is van osztatlan tanári mesterszak.
Az általános orvosi (dr. med.), fogorvosi (dr. med. dent.), gyógyszerész (dr. pharm.), állatorvosi (dr. med. vet.) és jogász diploma (dr. jur.) esetében Magyarországon az oklevél megszerzésével a jogszabályban meghatározott a foglalkozásdoktori cím jár, amely nem jelent tudományos fokozatot.

### A diplomák megoszlása Magyarországon, az egyes területenként (2022. év)[4]
- pedagógusképzés/oktatás-nevelés                          13,1%
- művészeti/humán terület                                           8,3%
- társadalomtudomány, újságírás, kommunikáció       11,5%
- üzleti/gazdasági, jogi                                                 25,6%
- természettudományok, matematika                           3,7%
- informatika/IT                                                              6,8%
- műszaki, mérnöki                                                      13,7%
- agrár, erdészet                                                           3,4%
- egészségügyi                                                              8,8%
- szolgáltatások                                                             4,9%

## Az európai képesítési keretrendszer (EKKR)
Az EKKR a különböző országok képesítési keretrendszereinek egymással történő megfeleltethetőségére szolgál. Az egyes intézményekben szerzett képesítések összehasonlítását teszi lehetővé. Az 1-es szint a legalacsonyabb szintű képesítés, a 8-as szint a legmagasabb szintű képesítés. Az alapdiploma a rendszerben a 6. szintet, a mesterdiploma a 7. szintet, míg a PhD fokozat a 8. szintet jelöli. Az 5. szintű képesítés még nem jelent a magyarországival azonos szintű egyetemi diplomát, mégis több országban elterjedt, hogy ezen oklevelek esetében is használják a "diploma" kifejezést. Az Egyesült Királyságban a "Diploma of Higher Education" (DipHE) már két éves képzést követően megkapható. Az ehhez hasonló képzéseket Magyarországon felsőoktatási szakképzésnek nevezik.

## A diploma minősítése
A diploma minősítése a jegyek alapján történik, amely meghatározása az alábbiak szerint történik:
- kiváló minősítésű diploma 4,81 – 5,00
- jeles minősítésű diploma: 4,51 – 4,80
- jó minősítésű diploma: 3,51 – 4,50
- közepes minősítésű diploma: 2,51 – 3,50
- elégséges minősítésű diploma: 2,00 – 2,50

Háromfokozatú minősítést alkalmaznak például a jogász és doktori fokozatokat igazoló oklevelek esetében:
- summa cum laude 4,51 – 5,00
- cum laude 3,51 – 4,50
- rite 2,00 – 3,50

## A munkaerőpiaci trend
A munkaerőpiacon a munkáltatók elvárásait illetően folyamatosan változnak a trendek, a megszerzett oklevelekről sok esetben átkerül a figyelem a jelöltek készségeire, attitűdjére és képességeikre. Mára sok munkáltató a diplomát úgymond csak egy "papírnak" tekinti, ami nem feltétlenül jelenti a jelölt adott munkakörre való alkalmasságát. A felmérések szerint az elmúlt években a diplomát elváró hirdetések arányának folyamatos csökkenése tapasztalható. 2020-ban az összes hirdetés még 34 százalék-a tartalmazott felsőfokú végzettségre vonatkozó kritériumot, ez 2021-ben 26 százalékra, majd 2022-ben 25,5 százalékra csökkent. 2023-ban is folytatódott ez a tendencia, amikor a hirdetések már csak 21,5 százalék-a vonatkozott kizárólag felsőfokú végzettséggel rendelkező munkavállalóknak. A munkaerőpiacon azonban továbbra is vannak olyan munkakörök, amelyek betöltésének előfeltétele a meghatározott szakon szerzett diploma, vagy oklevél megléte. Példa erre az, hogy orvosként kizárólag orvosi diplomával végzettek dolgozhatnak.
Az Európai Uniónak célkitűzésében az szerepelt, hogy a diplomások aránya 2020-ra 40%-ra növekedjen. Ezt követően az EU tagállamai azt tűzték ki célul, hogy 2030-ra a 25-34 évesek legalább 45%-ának felsőfokú végzettséget kell szereznie. A felsőoktatás tömegesedése értelemszerűen magával hozza a diplomák tömegesedését is. Ez azonban egyúttal azzal is jár, hogy a korábban legfeljebb középfokú végzettséget igénylő munkaköröket is diplomásokkal töltik be, amely az oklevelek értékének csökkenéséhez vezet, figyelemmel azon tényre, hogy a munkavállalók a munkakörüknek megfelelő feladatokat végeznek és annak megfelelő bérezésben részesülnek. Előfordulhat ezen okból, hogy egy nagyvállalat, vagy hivatal felsővezetője, középvezetője, alsószintű vezetője és ügyintézői beosztásban foglalkoztatott beosztottja azonos felsőfokú oklevéllel rendelkezik, a kereseti adataikban azonban többszörös különbségek mutatkoznak. A diplomások népességen belüli aránya és kereseti előnyük között negatív korreláció van (–0,5186), amely azt jelenti, hogy minél több a diplomás, annál alacsonyabb a kereseti előnyük a középfokú végzettségűekhez képest. Azon kérdés tekintetében, hogy létezik-e diplomás túlképzés, illetve hogy Magyarországon elegendő diplomást képeznek-e, vagy hogy hol van a képzésben résztvevő hallgatók számának és oklevelet szerzettek mennyiségi határa, a szakemberek körében megosztott vélemények vannak. Ezen pontban az egyes szakok között is szükséges különbségeket tenni. A legtöbb felmérés azt mutatja, hogy a munkanélküliek aránya a diplomások körében alacsonyabb, mint más végzettségűek körében, azonban arra vonatkozóan a legtöbbször nem térnek ki, hogy a foglalkoztatottak hány százaléka végez végzettségének megfelelő feladatokat, illetve dolgozik ilyen munkakörben.
Egy 2015-ben készült angol jelentés szerint jelentős számban olyan munkakörben helyezkedtek el a diplomások, ahol nem szükséges az oklevél és végzettségük megléte. Egy másik, 2019-ben megjelent hír szerint a briteknél a diplomások 31%-a túlképzett ahhoz a munkához képest, amelyet végeznek. Akik még 1992 előtt végeztek, azoknál az arány még csak 22% volt, de a 2007 után végzettekre vonatkozóan már 34%-ra nőtt.

## A diplomások arányának változása
Az elmúlt évtizedekben jelentősen megnövekedett a diplomával és felsőfokú oklevéllel rendelkezők száma és aránya. A tendencia a világ szinte valamennyi országára jellemző. A folyamat eredményeképpen a felsőoktatásban változások történtek, a felsőoktatási intézmények száma és struktúrája tekintetében is jelentős változásokra került sor. 1990-ben Magyarországon 46767 fő jelentkezett valamely egyetem vagy főiskola nappali képzésére és 16818 fő került felvételre (36%), addig 2022. évben a 71695 fő jelentkezőnek a 74,4%-a felvételt nyert, ami 53361 fő hallgatót jelentett. 2023-ban 83190 fő jelentkezett nappali képzésre, közülük 62387 főt vettek fel, amely 75%-nak felelt meg. 2024-ben ez a tendencia tovább folytatódott, a felsőoktatási jelentkezések száma elérte a 87500 főt, amelyből mintegy 65600 hallgató kezdhette meg tanulmányait, ami közel 75%-os felvételi arányt jelent.
2021-ben Magyarországon a 15–74 évesek 24,6%-ának felsőfokú volt a legmagasabb iskolai végzettsége. Ez az arány 32,9% volt a 25–34 éves korcsoportnál. 2000 óta a felsőfokú végzettséggel rendelkezők aránya egyetlen megszakítással (2015–2017), de folyamatosan növekedett. Az ország régiói közül Budapesten a 15–74 (47,8%) és a 25–34 éves korcsoportban (61,1%) a legnagyobb a felsőfokú végzettségűek aránya. 2024-es frissített adatok alapján a diplomások aránya a 25-34 éves korosztályban már meghaladta a 35%-ot országosan, míg Budapesten ez az arány 63% fölé emelkedett. Az 1000 fősnél nagyobb településeken a diplomások aránya Telki (Pest) településen 62,2% volt, míg a másik végpontban Tiszabő (JNSz) település áll, ahol mindössze 0,7%. 2024-ben egyes budai kerületekben ez az arány már a 65%-ot is megközelítette, ami jelzi a főváros és a vidéki területek között továbbra is fennálló jelentős különbségeket.
Magyarországon az egyetemi, főiskolai stb. oklevéllel rendelkező népesség megoszlása százalékában a 30–34 éves korcsoportnál: 1920-ban: 2,1%, 1941-ben: 1,5%, 1949-ben: 2,1%, 1960-ban: 3,7%, 1970-ben: 5,4%, 1980-ban: 10,7%, 1990-ben: 13,2%, 2001-ben: 15,3%, 2011-ben: 28%, 2022-ben: 32,5%.
2020-ra vonatkozó adatok szerint Magyarországon 30,7 százalék volt a 25 és 34 év közötti korosztályban a diplomások aránya. Az EU-átlag ekkor 40,5 százalék volt. A legfrissebb 2024-es adatok alapján ez az arány Magyarországon 35,2%-ra nőtt, míg az EU átlag elérte a 42,7%-ot. A növekedés ellenére Magyarország továbbra is elmarad az EU átlagától, bár a különbség csökkenő tendenciát mutat.
Magyarországon 2010-ben a 20-24 éves korosztály 69 százaléka lépett be felsőoktatásba és akkor úgy számoltak, hogy ezen hallgatók fele szerez a későbbiekben oklevelet. 2024-re ez az arány már 75% fölé emelkedett, és a diplomaszerzési ráta is javult, elérve a 65%-ot. Az 1990-es évek óta problémaként jelentkezik az, hogy az állami forrásokból (vagy a hallgatók által fizetett költségtérítésekből) gazdálkodó felsőoktatási intézmények a hallgatói létszám után kapott finanszírozás végett a hallgatói létszám fenntartásában érdekeltek, így a gyengébb teljesítménnyel rendelkező hallgatókat is benntartják a rendszerben, akik végzésüket követően megkapják az oklevelüket. Sokáig egyfajta "szűrőként" volt jelen a diplomák kiadásának az előírt nyelvvizsga meglétének feltétele, de a Covid járványra való hivatkozással a kormányzat 2020-ban és 2021-ben is nyelvvizsga-amnesztiát vezetett be, aminek következtében csaknem 140 ezren kapták meg a diplomájukat nyelvvizsgamentességgel. 2022 december 7-én szavazta meg az Országgyűlés a diplomaszerzéshez szükséges nyelvvizsga-követelmény végleges megszüntetését. A felsőoktatási törvény módosítása értelmében a diploma kiadásának megkövetelt előfeltétele csak a sikeres záróvizsga lett. Ennek hatására 2023-ban és 2024-ben további jelentős számú diplomát adtak ki, amelyet korábban a nyelvvizsga hiánya miatt nem tudtak átvenni a végzettek.
2025-ben 87 ezer állami ösztöndíjas helyet irányoztak elő. 2007-ben Magyarországon 97 613 volt az élveszületések száma, így hozzávetőleg ennyien vannak a 18 évesek. Ezek alapján - amennyiben csak ezen két adatot vesszük figyelembe, akkor - az adott korosztály közel 90%-ának helye van a felsőoktatásban, nem számítva a költségtérítéses helyek számát. Ez a magas arány nemzetközi összehasonlításban is kiemelkedőnek számít, és kérdéseket vet fel a felsőoktatás minőségével és a kibocsátott diplomák értékével kapcsolatban.
Egy 2019-ben végzett felmérés szerint az Amerikai Egyesült Államok 50 legnépesebb városa közül Seattle (63%), San Francisco (58%), Washington DC (57%) rendelkezett a legmagasabb, legalább alapdiplomával rendelkező lakossággal a 25 évnél idősebb korúak körében, míg Detroit (15%), Fresno (21%), Milwaukee (24%) a legalacsonyabb számokkal rendelkezett. 2024-es frissített adatok szerint Seattle továbbra is vezeti a listát, immár 65%-os aránnyal, míg San Francisco és Washington DC is tovább növelte a diplomások arányát (60%, illetve 59%). Az Egyesült Államokban a főiskolát, egyetemet végzettek aránya 1960-ban: 7,7%, 1980-ban: 16,2%, 1990-ben: 21,3%, 2000-ben: 25,6%, 2010-ben: 29,9%, 2020-ban: 37,5%, 2021-ben: 37,9%, 2022-ben: 37,7%, 2023-ban: 38,2%, 2024-ben pedig már megközelítette a 39%-ot. A koronavírus-járvány átmeneti megtorpanást okozott a diplomaszerzési rátákban, azonban 2023-tól ismét növekedési pályára állt ez a mutató az Egyesült Államokban és világszerte egyaránt.